# St-Pierre-St-Paul (Jouy-sur-Morin)

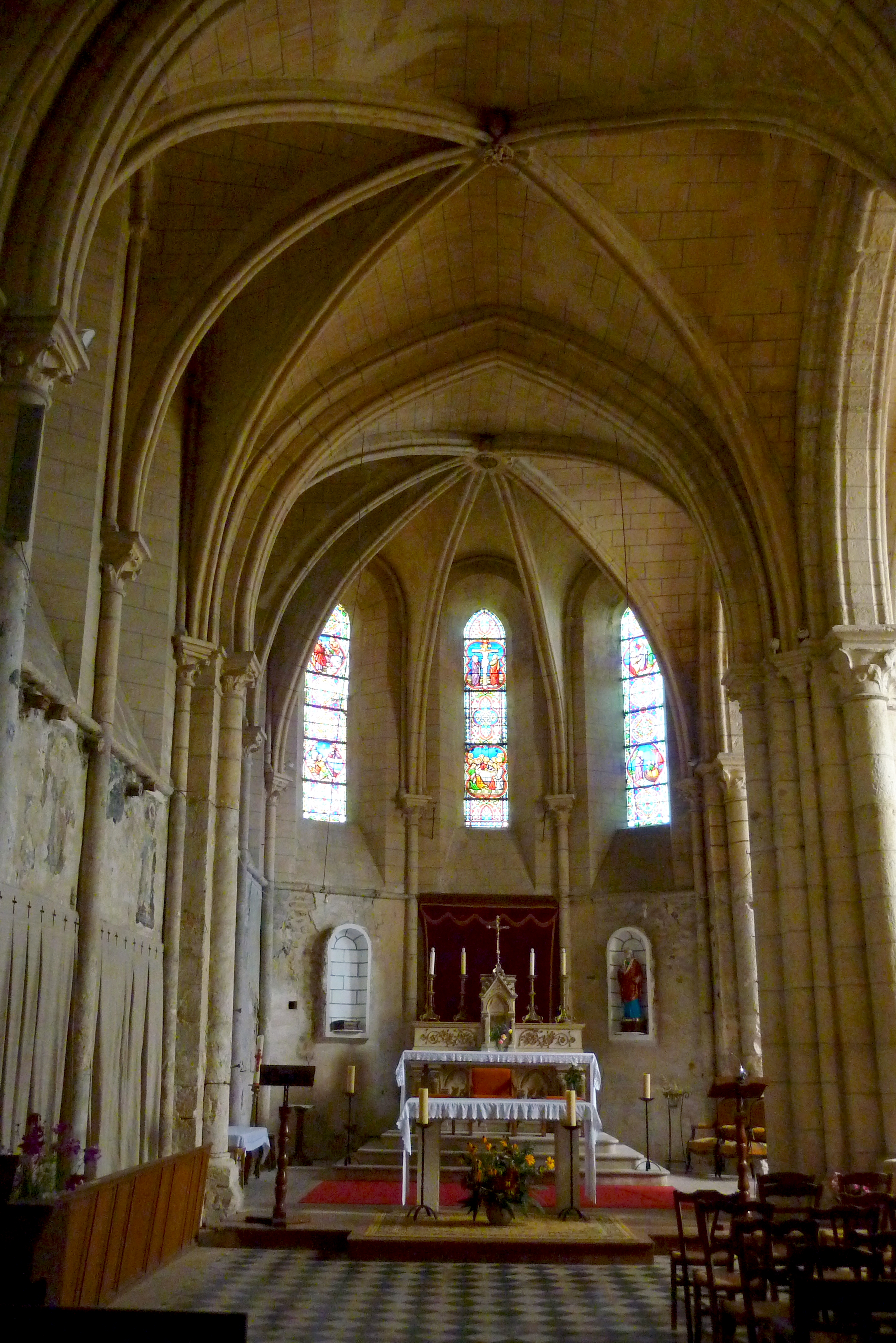
Innenraum

Die katholische Pfarrkirche Saint-Pierre-et-Saint-Paul in Jouy-sur-Morin, einer Gemeinde im Département Seine-et-Marne in der französischen Region Île-de-France, wurde im 13. Jahrhundert an der Stelle einer Vorgängerkirche im Stil der Gotik errichtet. Die den Aposteln Petrus und Paulus geweihte Kirche wurde im Jahr 1927 als Monument historique in die Liste der Baudenkmäler in Frankreich aufgenommen.

## Geschichte
Die vermutlich im 12. Jahrhundert errichtete Vorgängerkirche bestand nur aus einem Schiff mit drei Jochen und war mit einer Holzdecke gedeckt. Das an der Nordfassade erhaltene Opus-spicatum-Mauerwerk stammt noch aus dieser Kirche. Zwischen 1230 und 1240 wurde an der Stelle des alten Chores ein neuer, zweijochiger Chor errichtet und mit einem Kreuzrippengewölbe gedeckt. Um 1250 fügte man das südliche Seitenschiff an.

## Architektur

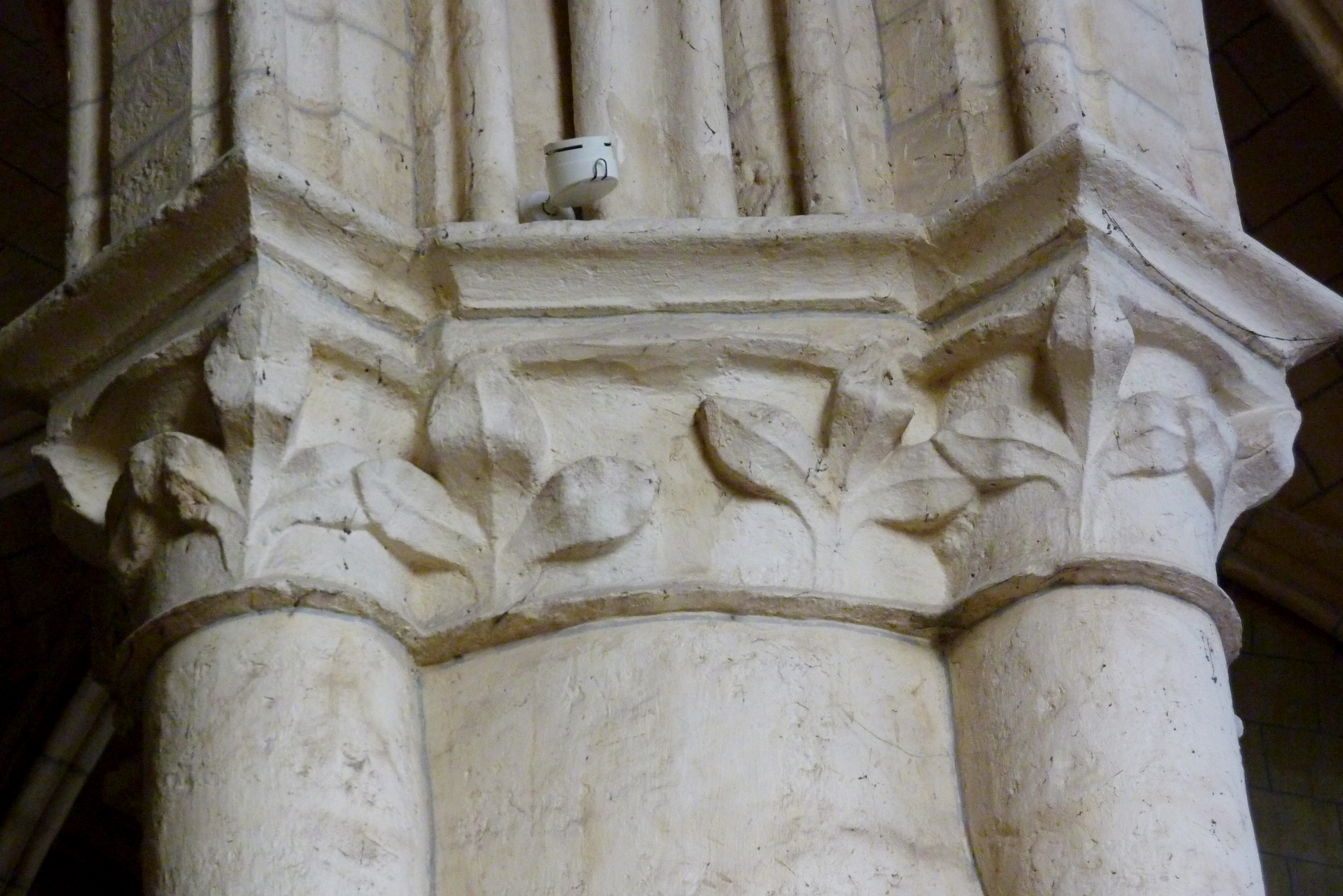
Kapitell

Im südlichen Chorwinkel erhebt sich der von großen Maßwerkfenstern durchbrochene, mit einem Schieferdach gedeckte Glockenturm. Seine Ecken werden von mehrfach abgetreppten Strebepfeilern begrenzt. Der Chor, der in eine polygonale Apsis mündet, wird ebenfalls von Maßwerkfenster durchbrochen. An seiner Südseite ist eine kleine Kapelle mit einem Eckturm angebaut. Im Innern öffnen mächtige Arkaden das Hauptschiff zum südlichen Seitenschiff. Sie werden von Säulenbündeln getragen, die mit floralen Kapitellen verziert sind.

## Bleiglasfenster

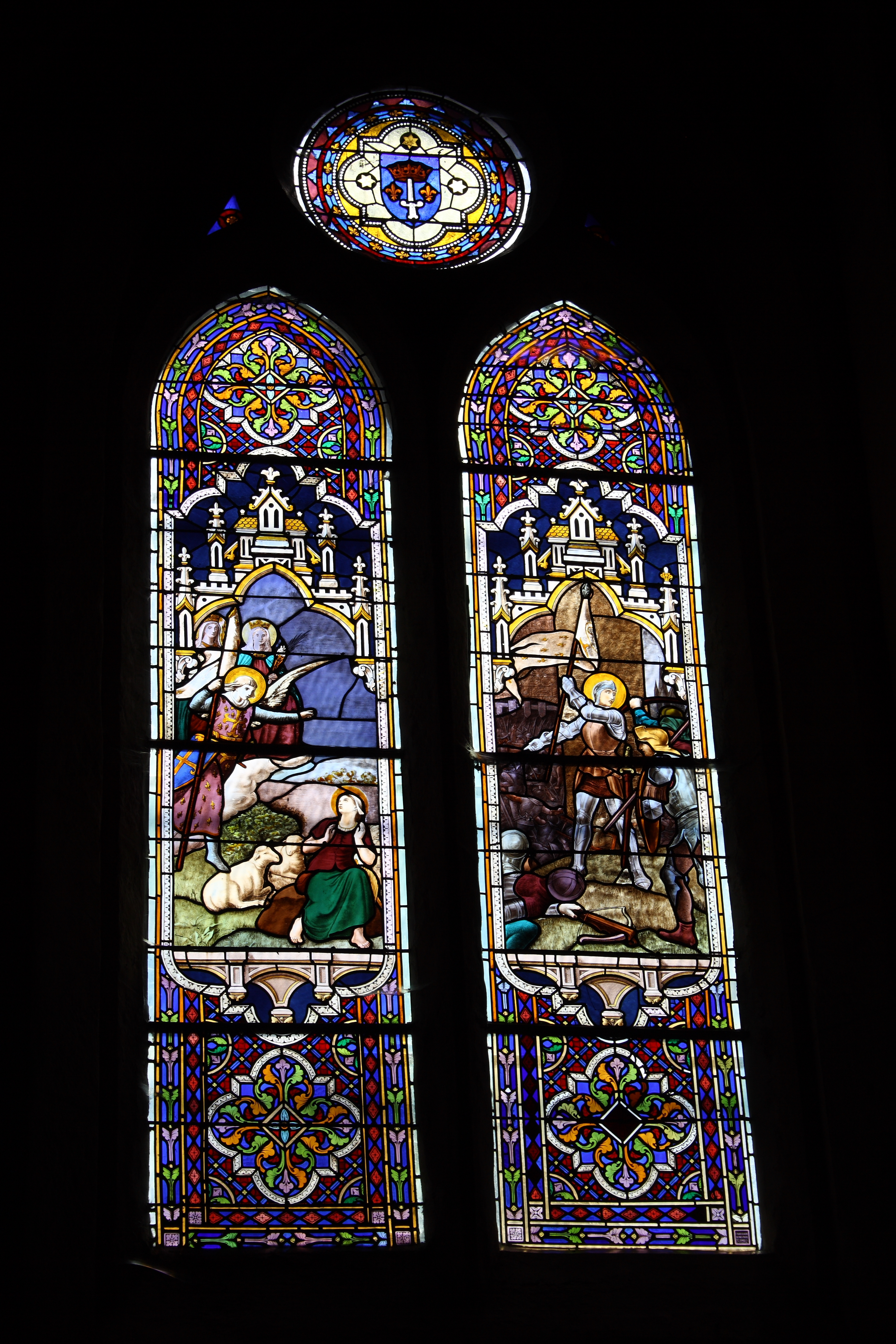
Johanna von Orléans

Die Kirche ist mit zahlreichen Bleiglasfenstern ausgestattet. Das Fenster mit der Darstellung der Johanna von Orléans trägt die Signatur F. HAUSSAIRE REIMS PARIS 1902 und wurde von der Glasmalerwerkstatt Haussaire hergestellt.

## Wandmalereien
An den Wänden sind Reste von Wandmalereien erhalten.

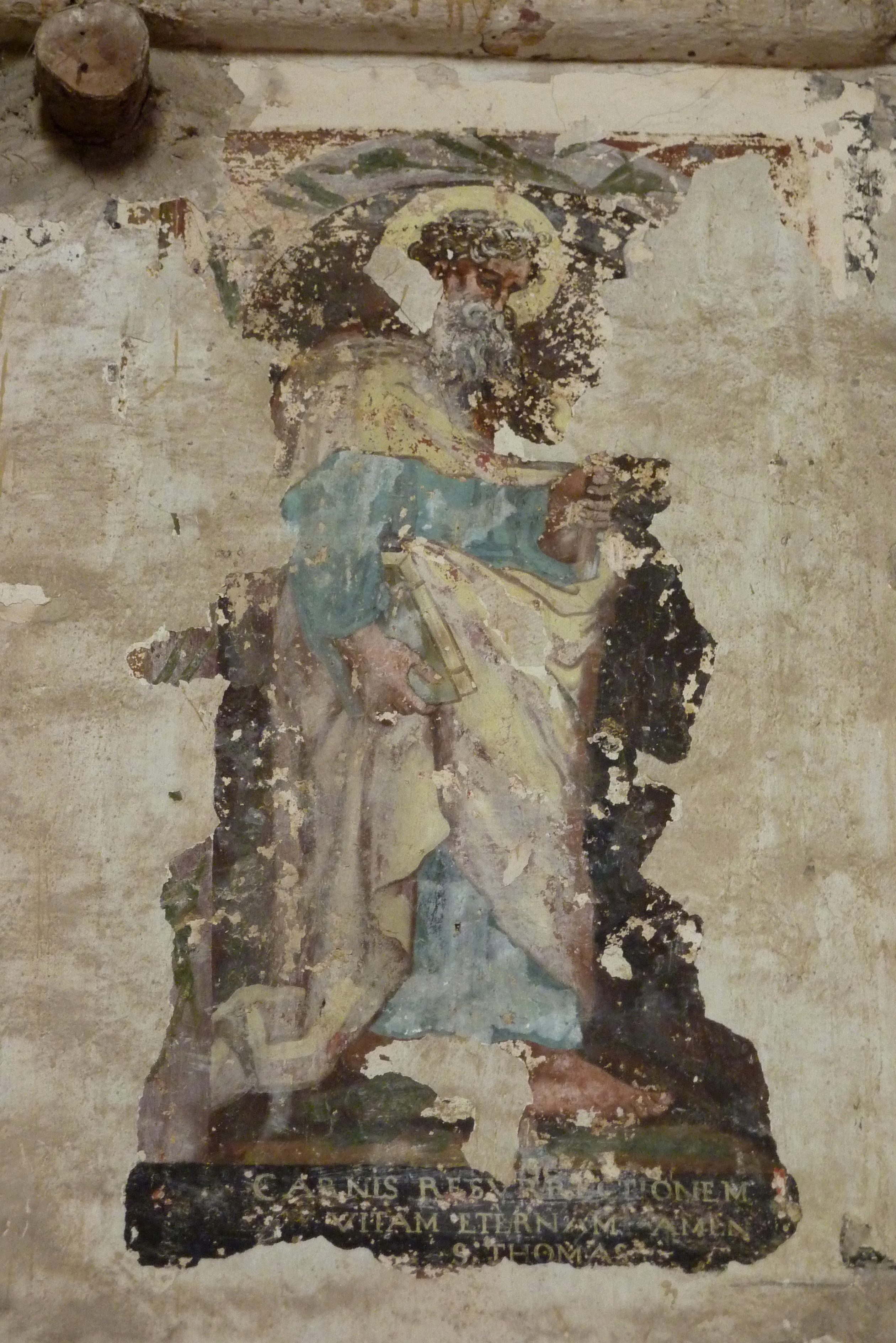
Wandmalerei
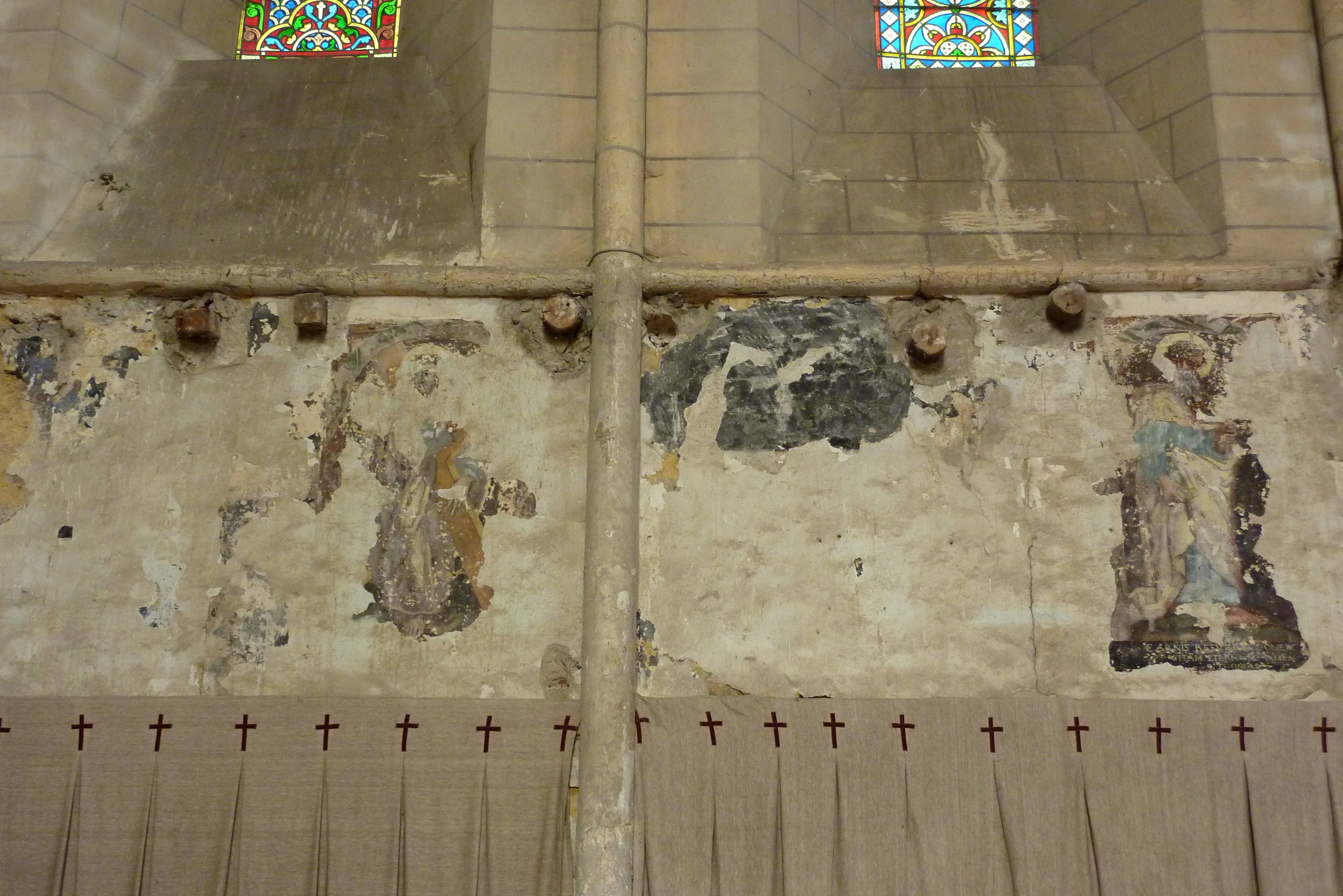
Wandmalerei
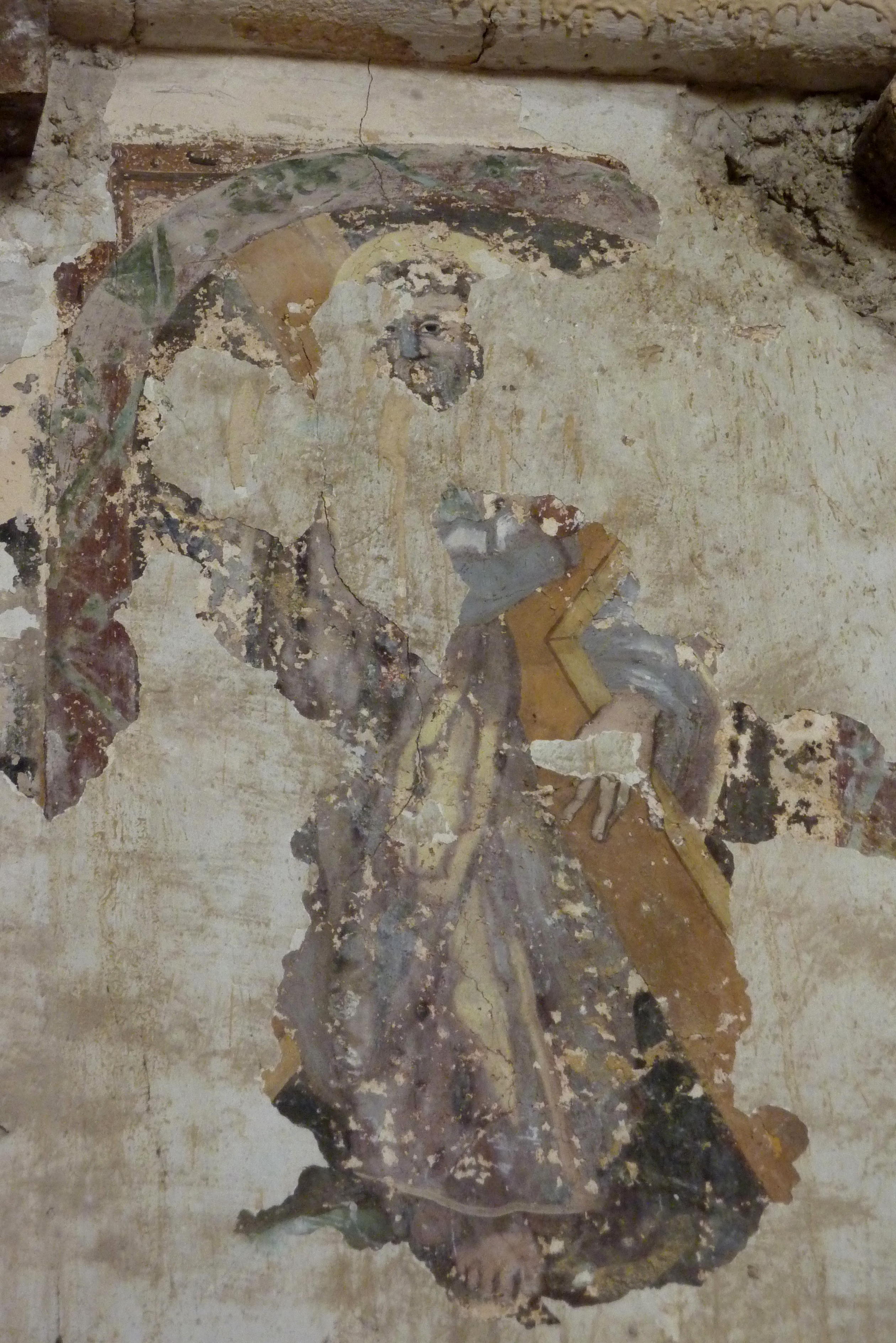
Wandmalerei

## Ausstattung
- Die farbig gefasste Steinfigur einer Madonna mit Kind wird in das 14./15. Jahrhundert datiert.
- Der Taufstein stammt von 1527. Er ist mit Engelsköpfen und Arabesken verziert.

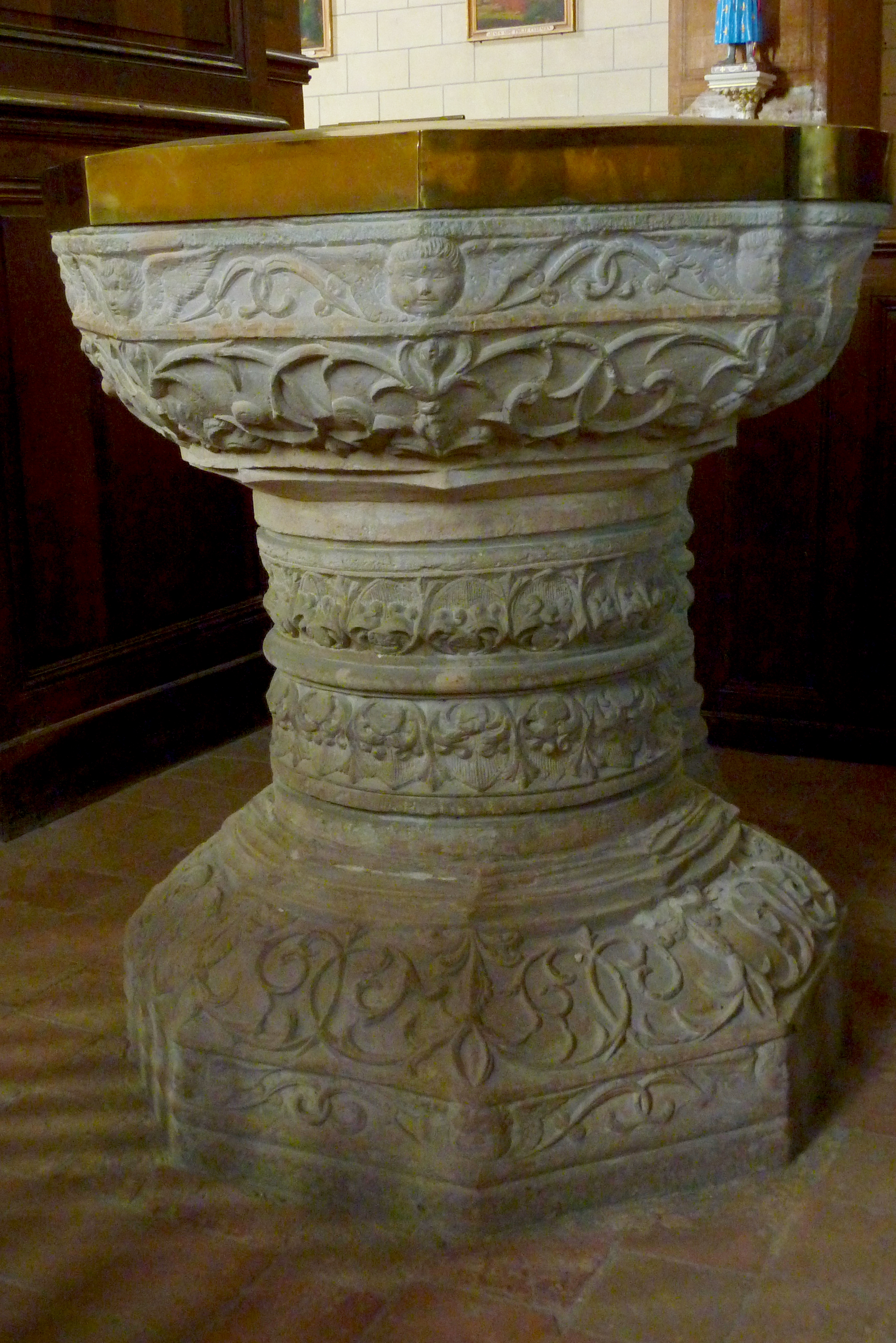
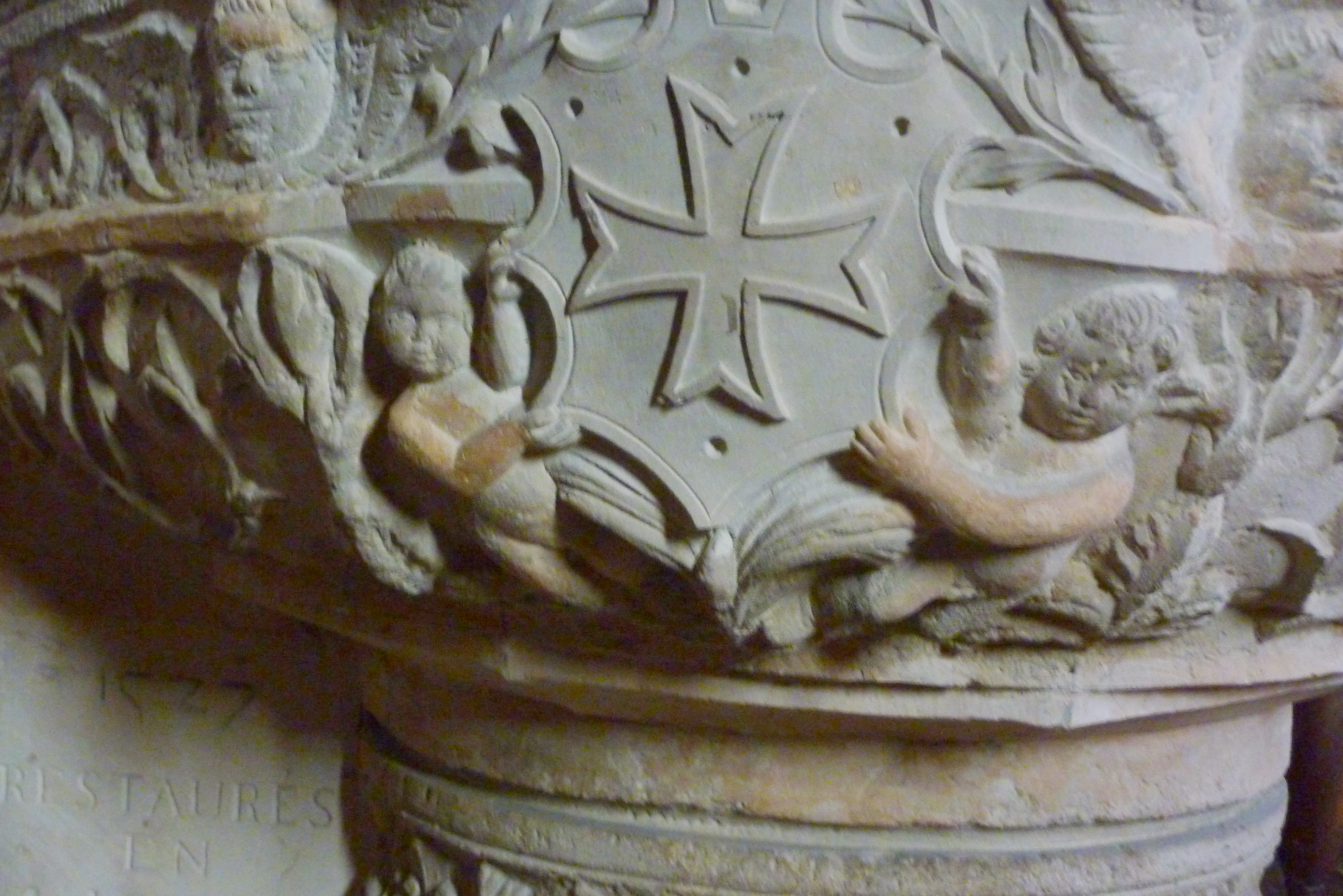